# 서피스 Go
서피스 Go(Surface Go)는 마이크로소프트에서 2018년 7월 10일에 발표한 태블릿 컴퓨터이다. 마이크로소프트 서피스용 펜인 서피스 펜을 지원한다.